# Leucogonia
Leucogonia es un  género de lepidópteros perteneciente a la familia Noctuidae. Es originario de Nueva Caledonia.

## Especies
- Leucogonia amarginata Holloway, 1979
- Leucogonia cosmopis Lower, 1897
- Leucogonia ekeikei Bethune-Baker, 1906
- Leucogonia kebeensis Bethune-Baker, 1906